# John Stirratt
John Stirratt (Nova Orleans, novembro de 1967) é o baixista da banda Wilco e ex-guitarrista/baixista da banda Uncle Tupelo.